# Werner Söderhjelm

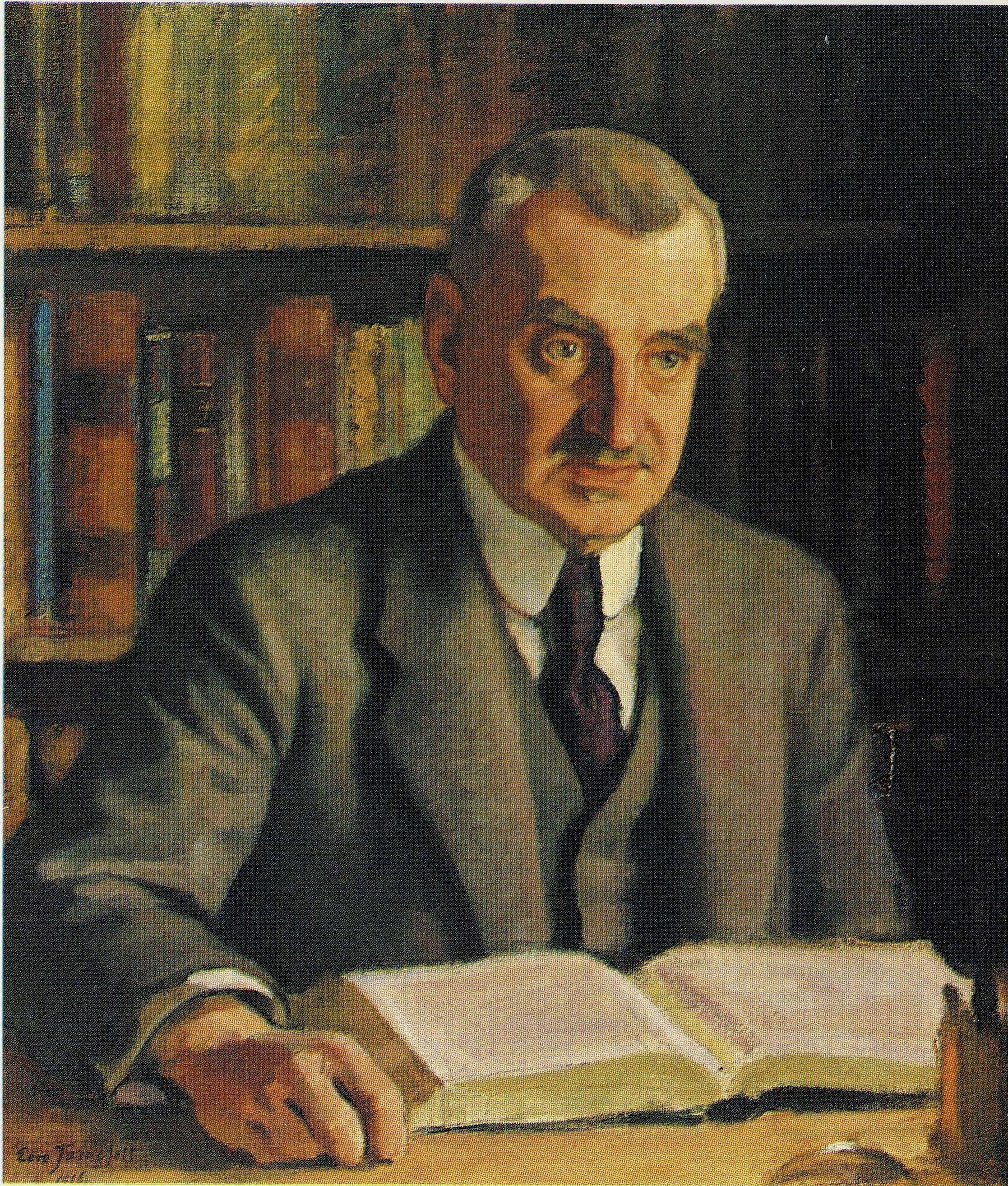
Porträt Werner Söderhjelms von Eero Järnefelt

Jarl Werner Söderhjelm (* 26. Juli 1859 in Wyborg; † 16. Januar 1931 in Helsinki) war ein finnischer Romanist, Germanist, Literaturwissenschaftler, Sprachwissenschaftler, Mediävist, Übersetzer und Diplomat.

## Leben und Werk
Söderhjelm machte Abitur in Wyborg und studierte an der Universität Helsinki (bei Carl Gustaf Estlander), Leipzig, Wien, München (bei Michael Bernays) und Paris (bei Gaston Paris). 1886 wurde er in Helsinki Privatdozent für Ästhetik und moderne Literatur. Er war in Helsinki ab 1889 Privatdozent, von 1994 bis 1898 außerordentlicher Professor für  Romanische Philologie, von 1898 bis 1908 Ordinarius auf dem neugeschaffenen Lehrstuhl für Germanische und Romanische Philologie, nach dessen Teilung von 1908 bis 1913 Ordinarius ausschließlich für Romanische Philologie (Nachfolger bis 1929: Axel Wallensköld, 1864–1933)  und  von 1913 bis 1919 Ordinarius auf dem für ihn geschaffenen Lehrstuhl für Einheimische und Allgemeine Literaturgeschichte.
Von 1919 bis 1928 war er finnischer Botschafter in Stockholm.
Söderhjelm war Mitbegründer und 1890–1902 Präsident der Sociéte Néophilologique.
Werner Söderhjelm war Sohn von Woldemar Söderhjelm und Bruder von Alma Söderhjelm.

## Werke
- Johann Elias Schlegel, särskildt som lustspeldiktare, Helsinki 1884
- De Saint Laurent. Poème anglonormand du XIIe siècle, Paris 1888
- Anteckningar om Martial d’Auvergne och hans kärleksdomar, Helsinki 1889
- (Hrsg. mit Axel Wallensköld) Le Mystère de Saint Laurent publié d'après la seule édition gothique, Helsinki 1890
- Das Martinleben des Péan Gatineau. Bemerkungen über Quellen und Sprache, Helsinki 1891 (2. Auflage u.d.T. Das altfranzösische Martinsleben des Péan Gatineau aus Tours, Helsinki 1899)
- Germaanilaisista ja romaanilaisista kieliopinnoista. Germaniska och romaniska språkstudier. En Blick påderas historia, metoder, hjälpmedel, Helsinki 1892
- (Hrsg.) Esaias Tegnér, Ausgewählte poetische Werke, Stuttgart 1893, Stuttgart/Berlin 1920
- Axel Gabriel Sjöström [1794–1846], Helsinki 1895
- (Hrsg.) Péan Gatineau, Leben und Wundertaten des Heiligen Martin. Alfranzösisches Gedicht aus dem Anfang des 13. Jh., Tübingen 1896
- Karl August Tavaststjerna. En lefnadsteckning, Helsinki 1900, 1924
- Une Vie de Saint Quentin en vers français du Moyen Age, in: Mémoires de la Société néophilologique de Helsinki  1902, 1963, S. 443–525.
- Notes sur Antoine de La Sale et ses œuvres, Helsinki 1904
- Johan Ludvig Runeberg. Hans liv och hans diktning, 2 Bde, Helsinki 1904–1906, 1929
- Italiensk renässans (mit Torsten Söderhjelm[1878–1907, Bruder]), Stockholm 1907 , 3. Auflage 1912 (finnisch: Italian renessanssia. Kirjallisuus ja kulttuuritutkielmia, Helsinki 1926)
- (Hrsg. mit Arthur Långfors) La Vie de saint Quentin par Huon Le Roi, de Cambrai, Helsinki 1909
- Les inspirateurs des Quinze joyes de mariage, Helsinki 1909
- Två föredrag om Goethe, Helsinki 1909
- La nouvelle française au XVe siècle, Paris 1910, Genf 1973 (schwedisch : Studier i fransk berättarkonst 1. Novellens anor, Helsinki 1910)
- (Hrsg. mit Alfons Hilka) Die Disciplina Clericalis des Petrus Alfonsi (das älteste Novellenbuch des Mittelalters). Kleine Ausgabe, Heidelberg 1911
- (Hrsg. mit Alfons Hilka) Petri Alfonsi "Disciplina clericalis. Lateinischer Text. Französischer Prosatext. Französische Versbearbeitungen, 3 Bde., Helsinki 1911, 1912, 1922
- Francesco Maria Molza. En renässanspoets lefverne och diktning, Helsinki 1911
- (Hrsg.) Finlande et Finlandais, Paris 1913
- Profiler ur finsk kulturliv, Helsinki 1913
- Oscar Levertin. En minnesteckning , 2 Bde., Stockholm 1914–1917
- Åboromantiken och dess samband med utländska idéströmningar, Borgå 1915
- Utklipp om böcker I-III, Helsinki 1916–1924
- Johannes Linnankoski [1869–1913]. En finsk diktarprofil, Helsinki 1918. (Johannes Linnankoski.  En levnadsteckning, Helsinki 1924)
- Skrifter, 10 Bde., 1923–1925
- Pierre de Provence et la belle Maguelone, in: Mémoires de la Société néo-philologique de Helsingfors ; 7, 1924
- Läroår i främmande länder, Helsinki  1928